# Joshua Karty
Joshua Karty (Burlington, 7 marzo 2002) è un giocatore di football americano statunitense che milita nel ruolo di placekicker per i Los Angeles Rams della National Football League (NFL).

## Carriera

### Los Angeles Rams
Al college Karty giocò a football a Stanford, venendo premiato per due volte come All-American. Fu scelto nel corso del sesto giro (209º assoluto) del Draft NFL 2024 dai Los Angeles Rams. Nella pre-stagione segnò quattro field goal su cinque, assicurandosi il posto di kicker titolare durante la stagione regolare, in cui segnò 29 field goal su 34 tentativi. Nell'ultima partita contro i Seattle Seahawks segnò da 58 yard, il suo massimo stagionale. Alla fine delle gare di dicembre e gennaio fu premiato come miglior giocatore degli special team della NFC del mese. Nei playoff fu perfetto segnando due field goal su due nella vittoria sui Minnesota Vikings e tre su tre nella sconfitta contro i Philadelphia Eagles.

## Palmarès
- Giocatore degli special team della NFC del mese:1

dicembre 2024/gennaio 2025